# Stiftsbasilika St. Marien (Pułtusk)

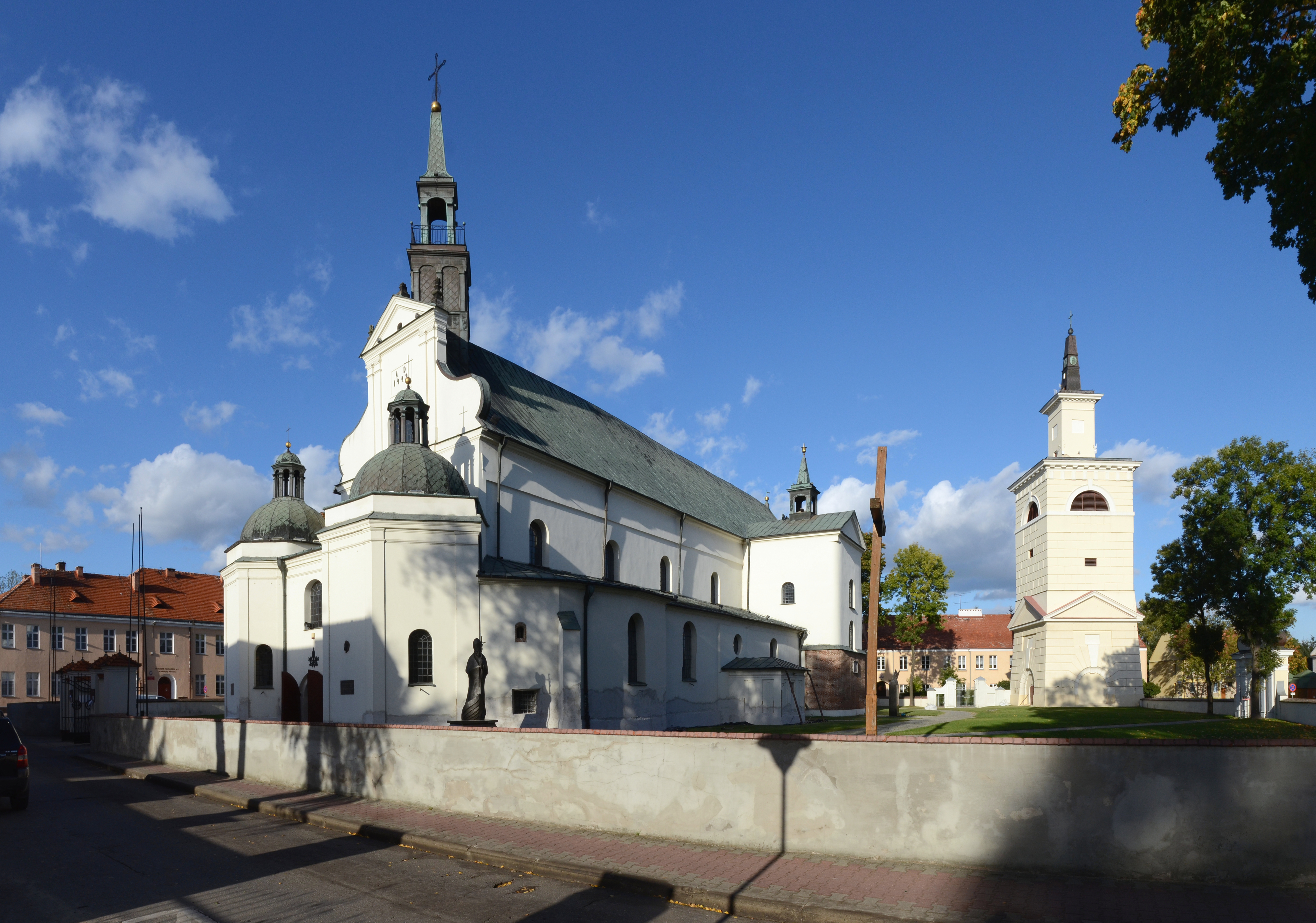
Stiftsbasilika St. Marien

Die Stiftsbasilika St. Marien (poln. Bazylika kolegiacka Zwiastowania Najświętszej Maryi Panny) ist eine römisch-katholische Renaissance-Kirche in der Altstadt von Pułtusk in der polnischen Woiwodschaft Masowien und im Bistum Płock. Die Kirche steht seit 2018 als Pomnik historii unter Denkmalschutz.

## Geschichte
Die Kirche Mariä Verkündigung wurde in der ersten Hälfte des 15. Jahrhunderts im gotischen Stil errichtet. Ab 1546 wurde sie von dem Płocker Stadtarchitekten Giovanni Battista im Renaissance-Stil umgebaut und später mit barocken Elementen ausgestattet. Giovanni Battista baute auch die Seitenkapelle als Mausoleum für den Bischof Andrzej Noskowski. Sein Grabmal von 1561 in der Kapelle wird Giovanni Maria Mosca zugeschrieben. Daneben befinden sich weitere gotische und Renaissance-Bischofsgräber in der Kirche, u. a. das des Stifters Bischof Paweł Giżycki. Später wurde ein freistehender barocker Glockenturm hinzugefügt. 1975 wurde die Kirche zur Basilica minor erhoben. Beachtlich ist insbesondere das Tonnengewölbe mit einer Länge von etwa 60 m, das sich über die gesamte Länge des Kirchenschiffs und des Chores erstreckt, in der Gestaltung von Giovanni Battista. In der Südwestseite befindet sich freistehend ein klassizistischer Glockenturm mit vier Etagen.